# Instituto de Química de la Universidad Federal de Río Grande del Sur

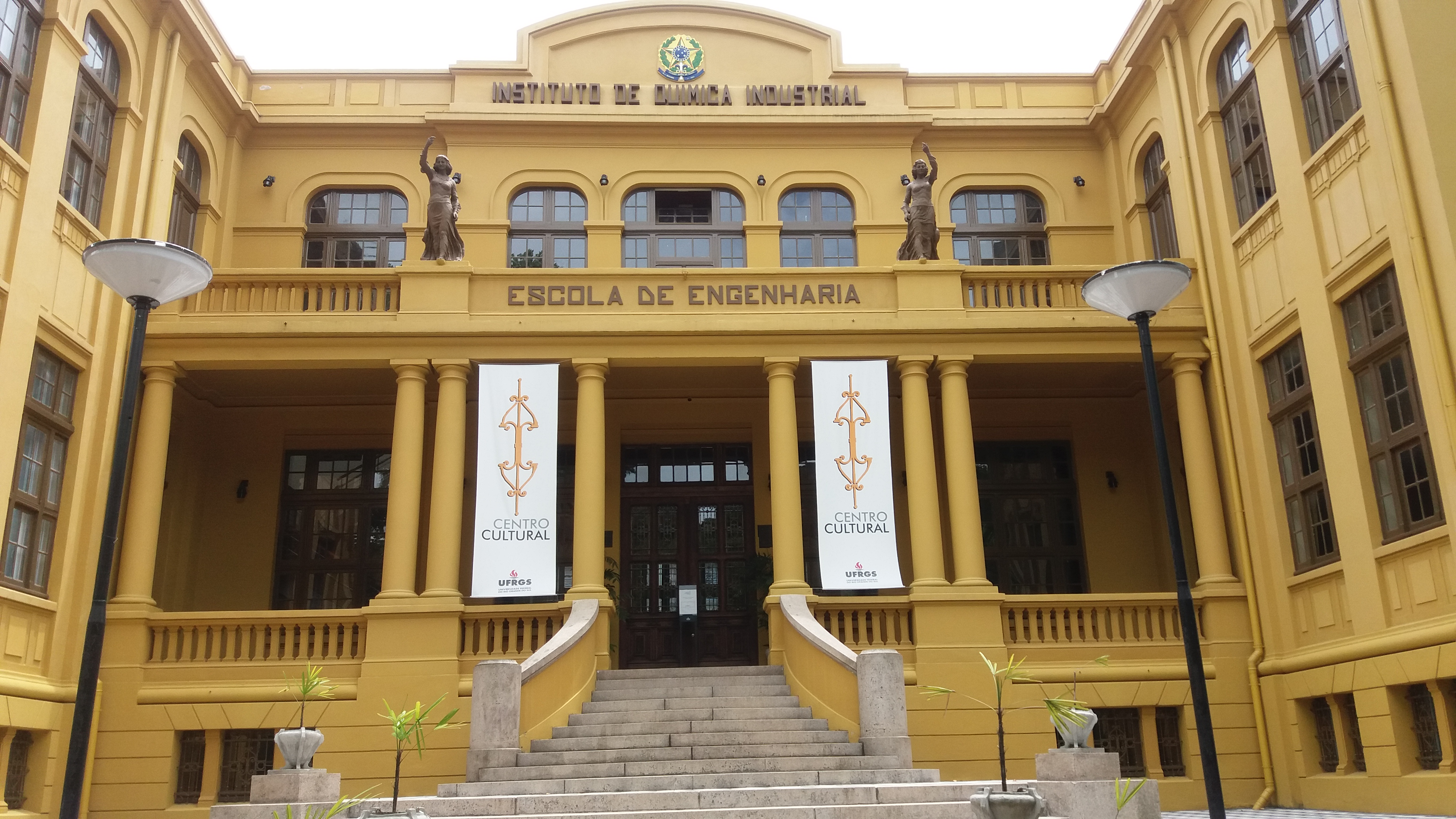
El antiguo Instituto de Química Industrial de la Escuela de Ingeniería, que forma parte del conjunto de Edificios Históricos de la UFRGS.

El Instituto de Química (IQ) es una unidad de enseñanza de la Universidad Federal de Río Grande del Sur (UFRGS), que actúa en la enseñanza de grado y posgrado, extensión e investigación en el área de Química. Actualmente es uno de los centros de investigación y formación de recursos humanos más importantes de Brasil y América Latina.
El IQ tiene sus orígenes en el Instituto de Química Industrial de la Escuela de Ingeniería inaugurado en 1925 para albergar el curso de Química Industrial creado en 17 de julio de 1920. Durante sus 48 años de actividad, el Instituto de Química Industrial desarrolló actividades docentes en las áreas de la química y la ingeniería química, además de prestar servicios de análisis y ensayos. Albergaba también el Sector de Química del Instituto de Tecnología (hoy Fundación de Ciencia y Tecnología del Estado de Río Grande del Sur - CIENTEC); el Instituto de Tecnología de Alimentos (hoy Instituto de Ciencia y Tecnología de Alimentos de la UFRGS - ICTA); la División de Radioquímica del Instituto de Física y el Instituto Experimental del Carbón.
El Instituto de Química Industrial amplió la enseñanza superior de Química en Río Grande del Sur, iniciada en 1895 con la fundación de la Escuela Libre de Farmacia y Química Industrial, que más tarde se convirtió en la Escuela de Farmacia de la Facultad de Medicina. 
Otra importante contribución al desarrollo de la Química en la UFRGS tuvo lugar en la Facultad de Filosofía con la creación, en 1942, de los programas de Licenciatura en Química y Bachillerato en Química.